# Крауйиете, Айна
Айна Крауйиете (латыш. Aina Kraujiete; 15 августа 1923, Варакляны — 11 ноября 2007, Нью-Йорк) — латышская поэтесса и переводчица, работавшая в США.
Окончила Первую рижскую гимназию (1940), училась на медицинском факультете Латвийского университета. В 1944 г. бежала в Германию, в послевоенное время продолжила изучать медицину во Франкфуртском университете. В 1948 г. перебралась в Канаду, с 1953 г. жила в США. До 1976 г. работала в Национальном институте рака и Колумбийском университете как исследователь-микроскопист, затем полностью посвятила себя литературной деятельности.
С 1951 г. публиковалась в латышской эмигрантской периодике, в том числе в журналах «Laiks», «Jaunā Gaita», «Latvija Amerikā». С 1979 г. редактор отдела поэзии журнала «Jaunā Gaita». Опубликовала шесть книг стихов, выходивших на латышском языке в США, Канаде и Швеции. Выступала также с переводами англоязычной модернистской поэзии (Эзра Паунд, Роберт Фрост, Карл Сэндберг, Марианна Мур, Э. Э. Каммингс, У. С. Мервин, Теодор Рётке, Марк Стрэнд, Джеймс Мерилл, Дениза Левертов и др.), а также стихов Андрея Вознесенского. Составитель латышского раздела в антологии восточноевропейской поэзии 1980-х гг. «Shifting Borders» (1993), составитель другой аналогичной антологии Эмери Джордж отмечал, что стихи Крауйиете, написанные верлибром, привлекательны своей интеллектуальной и эмоциональной сбалансированностью.
Муж — журналист и литературный критик Виктор Нейманис (1921—1994).

## Книги стихов
- «Es esmu vasara». Shippenville: Upeskalns, 1963. — 100 lpp.
- «No aizpirktās paradīzes». Shippenville: Upeskalns, 1966. — 96 lpp.
- «Kristalls un māls». Stokholma: Daugava, 1970. — 100 lpp.
- «Ne bungas, ne trompetes». Bruklina: Grāmatu draugs, 1974. — 96 lpp.
- «Spoguli, spoguli atklājies». Toronto: Ziediņš, 1986. — 112 lpp.
- «Somnabulists» un «Stikla sieviete» [divas poēmas]. Newton: LaRAs Grāmatu klubs, 1995. — 181 lpp.